# ایلگار میرزایف
ایلگار میرزایف (انگلیسی: Ilgar Mirzayev; ۸ مهٔ ۱۹۷۳ – ۱۴ ژوئیهٔ ۲۰۲۰) فرد نظامی اهل جمهوری آذربایجان بود.
وی همچنین برندهٔ جوایزی همچون مدال ستاره طلایی (جمهوری آذربایجان) و قهرمان ملی جمهوری آذربایجان (نشان) شده‌است.